# Meganupiru
Meganupiru là một chi bướm đêm thuộc họ Geometridae.